# スマートモビリティ

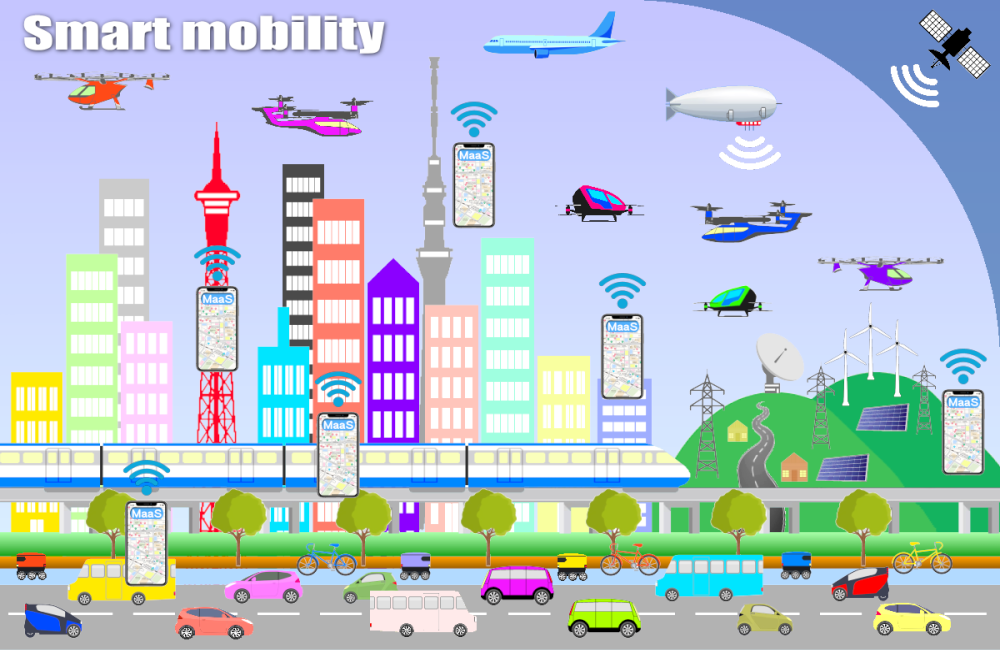
新世代モビリティ社会の実現

スマートモビリティ（英語:Smart mobility）とは、人工知能、情報通信技術など様々な最新のテクノロジーを活用し、交通システムやサービスを向上させることを指し、将来的に交通の流れの最適化、渋滞の緩和、安全性、環境負荷の削減など新世代モビリティ社会の実現を築く取り組み。

## 日本
2019年、経済産業省と国土交通省は、将来の自動運転社会の実現、新たなモビリティサービスの実証実験や事業性分析等を実施、課題の解決及び地域活性化、地域と企業の協働による「スマートモビリティチャレンジ」プロジェクトを開始。
スマートモビリティチャレンジ推進協議会には、117自治体、215事業者、その他32団体の計364団体が登録（2023年3月16日現在）。

### 具体例
- インフラの整備
  - スマートモビリティ社会を実現するには、道路、鉄道、空港、港湾、電力網、通信網など交通や物流に必要なこれらのインフラをスマート化し、データや情報の共有ができるようにする。

- 高度道路交通システム（ITS）の推進
  - 道路にセンサーやカメラを設置し、リアルタイムで交通情報の収集、渋滞の緩和や交通事故の発生率の低下が期待される。

- 運転支援技術及び自動運転車の導入
  - 先進運転支援システムの導入によって、運転手のヒューマンエラーを無くし、交通事故の発生率が大幅に低下することが期待される。また、人工知能やセンサー技術を活用した自動運転車は、事故や渋滞の削減、運転手不足の解消、高齢化社会における移動手段の確保など社会的な課題の解決につながる。

- モビリティ・アズ・ア・サービス（MaaS）
  - MaaSは、交通手段を提供する企業やサービスをつなげ、よりスムーズかつ効率的な移動を実現するサービス。MaaSには、スマートフォンのアプリなどを利用して、自動車、公共交通機関、自転車、タクシー、シェアリングサービスなど最適な交通手段の組み合わせや交通手段の最適化を促進することでスマートな移動が可能になる。

- モノのインターネット（IoT）の活用
  - スマートモビリティ社会では、モノのインターネット（IoT）技術を活用して、車両や交通インフラをつなぎ、リアルタイムのデータ収集や解析が可能になる。